# Bahnstrecke Northampton–Williamsburg
| Streckenlänge: | 12,09 km             |                                                 |                                                 |
| Spurweite: | 1435 mm (Normalspur) |                                                 |                                                 |
| Zweigleisigkeit: | –                    |                                                 |                                                 |
| |                      |                                                 |                                                 |
| Gesellschaft: | zuletzt Penn Central |                                                 |                                                 |
| \| \| \| von New Haven \| \| \| \| \| von Springfield \| \| \| \| \| Straßenbahn Northampton (Bridge Street) \| \| \| \| 0,00 \| Northampton MA Union Station \| Northampton MA Union Station \| \| \| \| nach East Northfield und North Cambridge \| \| \| \| \| nach Shelburne Junction (Williamsburg Junction) \| \| \| \| 4,33 \| Florenceville MA (früher Florence) \| Florenceville MA (früher Florence) \| \| \| 7,47 \| Leeds MA \| Leeds MA \| \| \| 9,96 \| Haydenville MA \| Haydenville MA \| \| \| 12,09 \| Williamsburg MA \| Williamsburg MA \| |                      |                                                 |                                                 |
| Strecke (außer Betrieb) |                      | von New Haven                                   | von New Haven                                   |
| Abzweig ehemals geradeaus und von rechts |                      | von Springfield                                 | von Springfield                                 |
| Kreuzung geradeaus oben (Querstrecke außer Betrieb) |                      | Straßenbahn Northampton (Bridge Street)         | Straßenbahn Northampton (Bridge Street)         |
| ehemaliger Bahnhof | 0,00                 | Northampton MA Union Station                    | Northampton MA Union Station                    |
| Abzweig ehemals geradeaus und nach rechts |                      | nach East Northfield und North Cambridge        | nach East Northfield und North Cambridge        |
| Abzweig geradeaus und nach rechts (Strecke außer Betrieb) |                      | nach Shelburne Junction (Williamsburg Junction) | nach Shelburne Junction (Williamsburg Junction) |
| Bahnhof (Strecke außer Betrieb) | 4,33                 | Florenceville MA (früher Florence)              | Florenceville MA (früher Florence)              |
| Haltepunkt / Haltestelle (Strecke außer Betrieb) | 7,47                 | Leeds MA                                        | Leeds MA                                        |
| Bahnhof (Strecke außer Betrieb) | 9,96                 | Haydenville MA                                  | Haydenville MA                                  |
| Kopfbahnhof Streckenende (Strecke außer Betrieb) | 12,09                | Williamsburg MA                                 | Williamsburg MA                                 |

Die Bahnstrecke Northampton–Williamsburg ist eine Eisenbahnstrecke in Massachusetts (Vereinigte Staaten). Sie ist rund zwölf Kilometer lang und verbindet unter anderem die Städte Northampton, Florence und Williamsburg. Die normalspurige Strecke ist stillgelegt und wird von Northampton bis Haydenville als Radweg genutzt.

## Geschichte
Die Strecke wurde im Februar 1868 durch die New Haven and Northampton Railroad eröffnet. Die Hauptstrecke dieser Bahngesellschaft endete zu diesem Zeitpunkt in Northampton, eine Verlängerung war jedoch vorgesehen. Die Strecke nach Williamsburg wurde daher in den ersten Jahren als Teil der Hauptstrecke mit durchlaufenden Zügen von New Haven betrieben, mit der Verlängerung der Hauptstrecke ab Northampton nach Shelburne Falls wurde sie jedoch zur Zweigstrecke („Williamsburg Branch“) und in Richtung New Haven musste zumeist umgestiegen werden. Ab dem 1. April 1887 oblag die Betriebsführung der New York, New Haven and Hartford Railroad, die die New Haven&Northampton übernommen hatte.
Anfang des 20. Jahrhunderts wurde parallel zur Eisenbahnstrecke eine Überlandlinie der Straßenbahn Northampton eröffnet, die ebenfalls bis Williamsburg führte und dieselben Ortschaften entlang der Strecke bediente. Im Gegensatz zur Eisenbahn, die bereits am Stadtrand von Williamsburg endete, fuhr die Straßenbahn bis in den Ortskern. Bereits 1921 oder 1922 wurde der Personenverkehr auf der Bahnstrecke daher eingestellt. 1962 legte die Bahngesellschaft den Abschnitt von Florence bis Williamsburg still. Unmittelbar nachdem 1969 die Penn Central die Strecke übernommen hatte, wurde auch der restliche Abschnitt stillgelegt.

## Streckenbeschreibung
Die Strecke zweigt nördlich der früheren Northampton Union Station aus der Bahnstrecke New Haven–Shelburne Junction ab und führt in nordwestliche Richtung. In Florence erreichte die Bahntrasse den Mill River. Entlang dieses Flusses führte sie nun weiter durch Leeds und Haydenville bis nach Williamsburg, wo sich der Endbahnhof am östlichen Stadtrand an der Depot Road befand.

## Personenverkehr
Mit Eröffnung der Strecke wurden die Züge aus Richtung Süden bis nach Williamsburg durchgebunden. 1868 verkehrten zwei Zugpaare von Williamsburg nach Granby sowie eines nach Westfield. Mit Aufnahme des durchlaufenden Zugverkehrs nach New Haven fuhren ab 1. Juli 1869 die Züge über Granby hinaus bis dorthin. Bis 1881 kam ein drittes Zugpaar nach New Haven hinzu. Im Juli 1881 wurde die Hauptstrecke der Bahngesellschaft nach Norden verlängert, sodass die Züge von Williamsburg nun zumeist in Northampton endeten, mit Anschluss in Richtung New Haven. Das Zugpaar Williamsburg–Westfield blieb zunächst im Angebot, daneben verkehrten 1893 vier Zugpaare nach Northampton.
Mit Eröffnung der parallel verlaufenden Straßenbahn wurden drei der fünf Züge, darunter der durchlaufende Zug nach Westfield, gestrichen, sodass 1901 nur noch zwei werktägliche Zugpaare von Williamsburg nach Northampton fuhren. Schon 1906 verkehrte nur noch ein Zugpaar. 1921 oder 1922 wurde der Personenverkehr gänzlich eingestellt.